# 1581
Portal Geschichte | Portal Biografien | Aktuelle Ereignisse | Jahreskalender | Tagesartikel

◄ |
15. Jahrhundert |
16. Jahrhundert
| 17. Jahrhundert | ►

◄ |
1550er |
1560er |
1570er |
1580er
| 1590er | 1600er | 1610er | ►

◄◄ |
◄ |
1577 |
1578 |
1579 |
1580 |
1581
| 1582 | 1583 | 1584 | 1585 | ► | ►►
Staatsoberhäupter  · Nekrolog   · Musikjahr
| Januar | Januar | Januar | Januar | Januar | Januar | Januar | Januar |
| Kw     | Mo     | Di     | Mi     | Do     | Fr     | Sa     | So     |
| ------ | ------ | ------ | ------ | ------ | ------ | ------ | ------ |
| 52     |        |        |        |        |        |        | 1      |
| 1      | 2      | 3      | 4      | 5      | 6      | 7      | 8      |
| 2      | 9      | 10     | 11     | 12     | 13     | 14     | 15     |
| 3      | 16     | 17     | 18     | 19     | 20     | 21     | 22     |
| 4      | 23     | 24     | 25     | 26     | 27     | 28     | 29     |
| 5      | 30     | 31     |        |        |        |        |        |

| Februar | Februar | Februar | Februar | Februar | Februar | Februar | Februar |
| Kw      | Mo      | Di      | Mi      | Do      | Fr      | Sa      | So      |
| ------- | ------- | ------- | ------- | ------- | ------- | ------- | ------- |
| 5       |         |         | 1       | 2       | 3       | 4       | 5       |
| 6       | 6       | 7       | 8       | 9       | 10      | 11      | 12      |
| 7       | 13      | 14      | 15      | 16      | 17      | 18      | 19      |
| 8       | 20      | 21      | 22      | 23      | 24      | 25      | 26      |
| 9       | 27      | 28      |         |         |         |         |         |

| März | März | März | März | März | März | März | März |
| Kw   | Mo   | Di   | Mi   | Do   | Fr   | Sa   | So   |
| ---- | ---- | ---- | ---- | ---- | ---- | ---- | ---- |
| 9    |      |      | 1    | 2    | 3    | 4    | 5    |
| 10   | 6    | 7    | 8    | 9    | 10   | 11   | 12   |
| 11   | 13   | 14   | 15   | 16   | 17   | 18   | 19   |
| 12   | 20   | 21   | 22   | 23   | 24   | 25   | 26   |
| 13   | 27   | 28   | 29   | 30   | 31   |      |      |

| April | April | April | April | April | April | April | April |
| Kw    | Mo    | Di    | Mi    | Do    | Fr    | Sa    | So    |
| ----- | ----- | ----- | ----- | ----- | ----- | ----- | ----- |
| 13    |       |       |       |       |       | 1     | 2     |
| 14    | 3     | 4     | 5     | 6     | 7     | 8     | 9     |
| 15    | 10    | 11    | 12    | 13    | 14    | 15    | 16    |
| 16    | 17    | 18    | 19    | 20    | 21    | 22    | 23    |
| 17    | 24    | 25    | 26    | 27    | 28    | 29    | 30    |

| Mai | Mai | Mai | Mai | Mai | Mai | Mai | Mai |
| Kw  | Mo  | Di  | Mi  | Do  | Fr  | Sa  | So  |
| --- | --- | --- | --- | --- | --- | --- | --- |
| 18  | 1   | 2   | 3   | 4   | 5   | 6   | 7   |
| 19  | 8   | 9   | 10  | 11  | 12  | 13  | 14  |
| 20  | 15  | 16  | 17  | 18  | 19  | 20  | 21  |
| 21  | 22  | 23  | 24  | 25  | 26  | 27  | 28  |
| 22  | 29  | 30  | 31  |     |     |     |     |

| Juni | Juni | Juni | Juni | Juni | Juni | Juni | Juni |
| Kw   | Mo   | Di   | Mi   | Do   | Fr   | Sa   | So   |
| ---- | ---- | ---- | ---- | ---- | ---- | ---- | ---- |
| 22   |      |      |      | 1    | 2    | 3    | 4    |
| 23   | 5    | 6    | 7    | 8    | 9    | 10   | 11   |
| 24   | 12   | 13   | 14   | 15   | 16   | 17   | 18   |
| 25   | 19   | 20   | 21   | 22   | 23   | 24   | 25   |
| 26   | 26   | 27   | 28   | 29   | 30   |      |      |

| Juli | Juli | Juli | Juli | Juli | Juli | Juli | Juli |
| Kw   | Mo   | Di   | Mi   | Do   | Fr   | Sa   | So   |
| ---- | ---- | ---- | ---- | ---- | ---- | ---- | ---- |
| 26   |      |      |      |      |      | 1    | 2    |
| 27   | 3    | 4    | 5    | 6    | 7    | 8    | 9    |
| 28   | 10   | 11   | 12   | 13   | 14   | 15   | 16   |
| 29   | 17   | 18   | 19   | 20   | 21   | 22   | 23   |
| 30   | 24   | 25   | 26   | 27   | 28   | 29   | 30   |
| 31   | 31   |      |      |      |      |      |      |

| August | August | August | August | August | August | August | August |
| Kw     | Mo     | Di     | Mi     | Do     | Fr     | Sa     | So     |
| ------ | ------ | ------ | ------ | ------ | ------ | ------ | ------ |
| 31     |        | 1      | 2      | 3      | 4      | 5      | 6      |
| 32     | 7      | 8      | 9      | 10     | 11     | 12     | 13     |
| 33     | 14     | 15     | 16     | 17     | 18     | 19     | 20     |
| 34     | 21     | 22     | 23     | 24     | 25     | 26     | 27     |
| 35     | 28     | 29     | 30     | 31     |        |        |        |

| September | September | September | September | September | September | September | September |
| Kw        | Mo        | Di        | Mi        | Do        | Fr        | Sa        | So        |
| --------- | --------- | --------- | --------- | --------- | --------- | --------- | --------- |
| 35        |           |           |           |           | 1         | 2         | 3         |
| 36        | 4         | 5         | 6         | 7         | 8         | 9         | 10        |
| 37        | 11        | 12        | 13        | 14        | 15        | 16        | 17        |
| 38        | 18        | 19        | 20        | 21        | 22        | 23        | 24        |
| 39        | 25        | 26        | 27        | 28        | 29        | 30        |           |

| Oktober | Oktober | Oktober | Oktober | Oktober | Oktober | Oktober | Oktober |
| Kw      | Mo      | Di      | Mi      | Do      | Fr      | Sa      | So      |
| ------- | ------- | ------- | ------- | ------- | ------- | ------- | ------- |
| 39      |         |         |         |         |         |         | 1       |
| 40      | 2       | 3       | 4       | 5       | 6       | 7       | 8       |
| 41      | 9       | 10      | 11      | 12      | 13      | 14      | 15      |
| 42      | 16      | 17      | 18      | 19      | 20      | 21      | 22      |
| 43      | 23      | 24      | 25      | 26      | 27      | 28      | 29      |
| 44      | 30      | 31      |         |         |         |         |         |

| November | November | November | November | November | November | November | November |
| Kw       | Mo       | Di       | Mi       | Do       | Fr       | Sa       | So       |
| -------- | -------- | -------- | -------- | -------- | -------- | -------- | -------- |
| 44       |          |          | 1        | 2        | 3        | 4        | 5        |
| 45       | 6        | 7        | 8        | 9        | 10       | 11       | 12       |
| 46       | 13       | 14       | 15       | 16       | 17       | 18       | 19       |
| 47       | 20       | 21       | 22       | 23       | 24       | 25       | 26       |
| 48       | 27       | 28       | 29       | 30       |          |          |          |

| Dezember | Dezember | Dezember | Dezember | Dezember | Dezember | Dezember | Dezember |
| Kw       | Mo       | Di       | Mi       | Do       | Fr       | Sa       | So       |
| -------- | -------- | -------- | -------- | -------- | -------- | -------- | -------- |
| 48       |          |          |          |          | 1        | 2        | 3        |
| 49       | 4        | 5        | 6        | 7        | 8        | 9        | 10       |
| 50       | 11       | 12       | 13       | 14       | 15       | 16       | 17       |
| 51       | 18       | 19       | 20       | 21       | 22       | 23       | 24       |
| 52       | 25       | 26       | 27       | 28       | 29       | 30       | 31       |

| Januar | Januar | Januar | Januar | Januar | Januar | Januar | Januar |
| Kw     | Mo     | Di     | Mi     | Do     | Fr     | Sa     | So     |
| ------ | ------ | ------ | ------ | ------ | ------ | ------ | ------ |
| 52     |        |        |        |        |        |        | 1      |
| 1      | 2      | 3      | 4      | 5      | 6      | 7      | 8      |
| 2      | 9      | 10     | 11     | 12     | 13     | 14     | 15     |
| 3      | 16     | 17     | 18     | 19     | 20     | 21     | 22     |
| 4      | 23     | 24     | 25     | 26     | 27     | 28     | 29     |
| 5      | 30     | 31     |        |        |        |        |        |

| Februar | Februar | Februar | Februar | Februar | Februar | Februar | Februar |
| Kw      | Mo      | Di      | Mi      | Do      | Fr      | Sa      | So      |
| ------- | ------- | ------- | ------- | ------- | ------- | ------- | ------- |
| 5       |         |         | 1       | 2       | 3       | 4       | 5       |
| 6       | 6       | 7       | 8       | 9       | 10      | 11      | 12      |
| 7       | 13      | 14      | 15      | 16      | 17      | 18      | 19      |
| 8       | 20      | 21      | 22      | 23      | 24      | 25      | 26      |
| 9       | 27      | 28      |         |         |         |         |         |

| März | März | März | März | März | März | März | März |
| Kw   | Mo   | Di   | Mi   | Do   | Fr   | Sa   | So   |
| ---- | ---- | ---- | ---- | ---- | ---- | ---- | ---- |
| 9    |      |      | 1    | 2    | 3    | 4    | 5    |
| 10   | 6    | 7    | 8    | 9    | 10   | 11   | 12   |
| 11   | 13   | 14   | 15   | 16   | 17   | 18   | 19   |
| 12   | 20   | 21   | 22   | 23   | 24   | 25   | 26   |
| 13   | 27   | 28   | 29   | 30   | 31   |      |      |

| April | April | April | April | April | April | April | April |
| Kw    | Mo    | Di    | Mi    | Do    | Fr    | Sa    | So    |
| ----- | ----- | ----- | ----- | ----- | ----- | ----- | ----- |
| 13    |       |       |       |       |       | 1     | 2     |
| 14    | 3     | 4     | 5     | 6     | 7     | 8     | 9     |
| 15    | 10    | 11    | 12    | 13    | 14    | 15    | 16    |
| 16    | 17    | 18    | 19    | 20    | 21    | 22    | 23    |
| 17    | 24    | 25    | 26    | 27    | 28    | 29    | 30    |

| Mai | Mai | Mai | Mai | Mai | Mai | Mai | Mai |
| Kw  | Mo  | Di  | Mi  | Do  | Fr  | Sa  | So  |
| --- | --- | --- | --- | --- | --- | --- | --- |
| 18  | 1   | 2   | 3   | 4   | 5   | 6   | 7   |
| 19  | 8   | 9   | 10  | 11  | 12  | 13  | 14  |
| 20  | 15  | 16  | 17  | 18  | 19  | 20  | 21  |
| 21  | 22  | 23  | 24  | 25  | 26  | 27  | 28  |
| 22  | 29  | 30  | 31  |     |     |     |     |

| Juni | Juni | Juni | Juni | Juni | Juni | Juni | Juni |
| Kw   | Mo   | Di   | Mi   | Do   | Fr   | Sa   | So   |
| ---- | ---- | ---- | ---- | ---- | ---- | ---- | ---- |
| 22   |      |      |      | 1    | 2    | 3    | 4    |
| 23   | 5    | 6    | 7    | 8    | 9    | 10   | 11   |
| 24   | 12   | 13   | 14   | 15   | 16   | 17   | 18   |
| 25   | 19   | 20   | 21   | 22   | 23   | 24   | 25   |
| 26   | 26   | 27   | 28   | 29   | 30   |      |      |

| Juli | Juli | Juli | Juli | Juli | Juli | Juli | Juli |
| Kw   | Mo   | Di   | Mi   | Do   | Fr   | Sa   | So   |
| ---- | ---- | ---- | ---- | ---- | ---- | ---- | ---- |
| 26   |      |      |      |      |      | 1    | 2    |
| 27   | 3    | 4    | 5    | 6    | 7    | 8    | 9    |
| 28   | 10   | 11   | 12   | 13   | 14   | 15   | 16   |
| 29   | 17   | 18   | 19   | 20   | 21   | 22   | 23   |
| 30   | 24   | 25   | 26   | 27   | 28   | 29   | 30   |
| 31   | 31   |      |      |      |      |      |      |

| August | August | August | August | August | August | August | August |
| Kw     | Mo     | Di     | Mi     | Do     | Fr     | Sa     | So     |
| ------ | ------ | ------ | ------ | ------ | ------ | ------ | ------ |
| 31     |        | 1      | 2      | 3      | 4      | 5      | 6      |
| 32     | 7      | 8      | 9      | 10     | 11     | 12     | 13     |
| 33     | 14     | 15     | 16     | 17     | 18     | 19     | 20     |
| 34     | 21     | 22     | 23     | 24     | 25     | 26     | 27     |
| 35     | 28     | 29     | 30     | 31     |        |        |        |

| September | September | September | September | September | September | September | September |
| Kw        | Mo        | Di        | Mi        | Do        | Fr        | Sa        | So        |
| --------- | --------- | --------- | --------- | --------- | --------- | --------- | --------- |
| 35        |           |           |           |           | 1         | 2         | 3         |
| 36        | 4         | 5         | 6         | 7         | 8         | 9         | 10        |
| 37        | 11        | 12        | 13        | 14        | 15        | 16        | 17        |
| 38        | 18        | 19        | 20        | 21        | 22        | 23        | 24        |
| 39        | 25        | 26        | 27        | 28        | 29        | 30        |           |

| Oktober | Oktober | Oktober | Oktober | Oktober | Oktober | Oktober | Oktober |
| Kw      | Mo      | Di      | Mi      | Do      | Fr      | Sa      | So      |
| ------- | ------- | ------- | ------- | ------- | ------- | ------- | ------- |
| 39      |         |         |         |         |         |         | 1       |
| 40      | 2       | 3       | 4       | 5       | 6       | 7       | 8       |
| 41      | 9       | 10      | 11      | 12      | 13      | 14      | 15      |
| 42      | 16      | 17      | 18      | 19      | 20      | 21      | 22      |
| 43      | 23      | 24      | 25      | 26      | 27      | 28      | 29      |
| 44      | 30      | 31      |         |         |         |         |         |

| November | November | November | November | November | November | November | November |
| Kw       | Mo       | Di       | Mi       | Do       | Fr       | Sa       | So       |
| -------- | -------- | -------- | -------- | -------- | -------- | -------- | -------- |
| 44       |          |          | 1        | 2        | 3        | 4        | 5        |
| 45       | 6        | 7        | 8        | 9        | 10       | 11       | 12       |
| 46       | 13       | 14       | 15       | 16       | 17       | 18       | 19       |
| 47       | 20       | 21       | 22       | 23       | 24       | 25       | 26       |
| 48       | 27       | 28       | 29       | 30       |          |          |          |

| Dezember | Dezember | Dezember | Dezember | Dezember | Dezember | Dezember | Dezember |
| Kw       | Mo       | Di       | Mi       | Do       | Fr       | Sa       | So       |
| -------- | -------- | -------- | -------- | -------- | -------- | -------- | -------- |
| 48       |          |          |          |          | 1        | 2        | 3        |
| 49       | 4        | 5        | 6        | 7        | 8        | 9        | 10       |
| 50       | 11       | 12       | 13       | 14       | 15       | 16       | 17       |
| 51       | 18       | 19       | 20       | 21       | 22       | 23       | 24       |
| 52       | 25       | 26       | 27       | 28       | 29       | 30       | 31       |

## Ereignisse

### Politik und Weltgeschehen

#### Niederlande

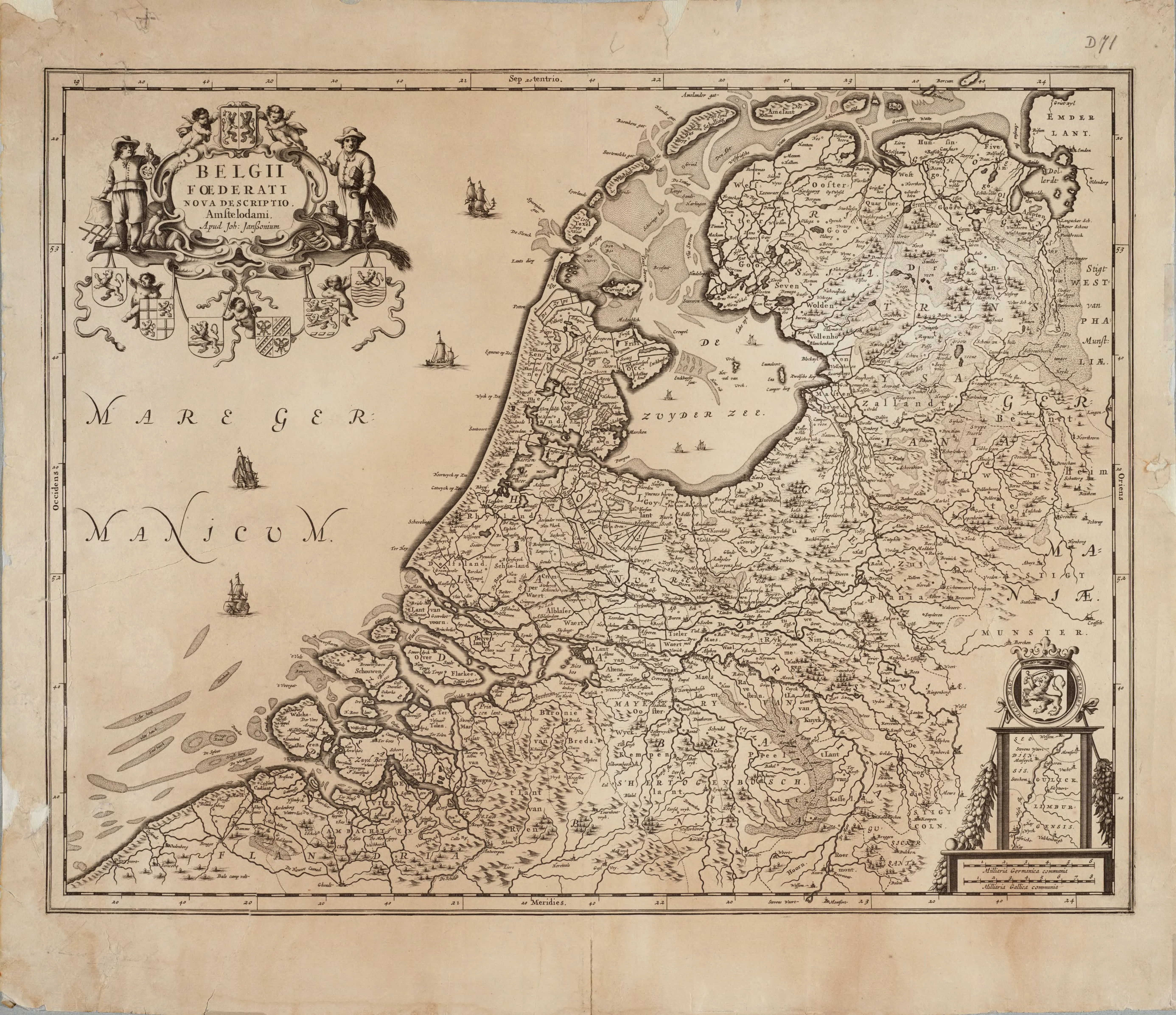
Karte der Republik der Sieben Vereinigten Provinzen

- 24. Juli: Die Republik der Sieben Vereinigten Provinzen beschließt in Den Haag während des Achtzigjährigen Krieges die Unabhängigkeitserklärung von Spanien. König Philipp II. wird formell abgesetzt und das Land unter Führung der Generalstaaten zur Republik. Zum Statthalter wird Wilhelm von Oranien ernannt.

#### England
- 4. April: Francis Drake wird in Auszeichnung seiner Weltumseglung, von der er im Vorjahr zurückgekehrt ist, von Königin Elisabeth I. auf seinem Flaggschiff Golden Hinde in den Ritterstand erhoben. Von nun an trägt er den Titel Sir.
- 1. Dezember: Der Jesuit Edmund Campion, der in England den Katholizismus verbreitet hat, wird wegen Hochverrats im Tower of London hingerichtet.

#### Polen / Russland / Skandinavien
- 24. August: Die bis zum 4. Februar 1582 dauernde Belagerung von Pskow beginnt, der Livländische Krieg wird im Anschluss beendet.
- September/Oktober: Russland beginnt mit der Eroberung des Khanates Sibir und setzt damit den ersten Schritt zur russischen Eroberung Sibiriens.

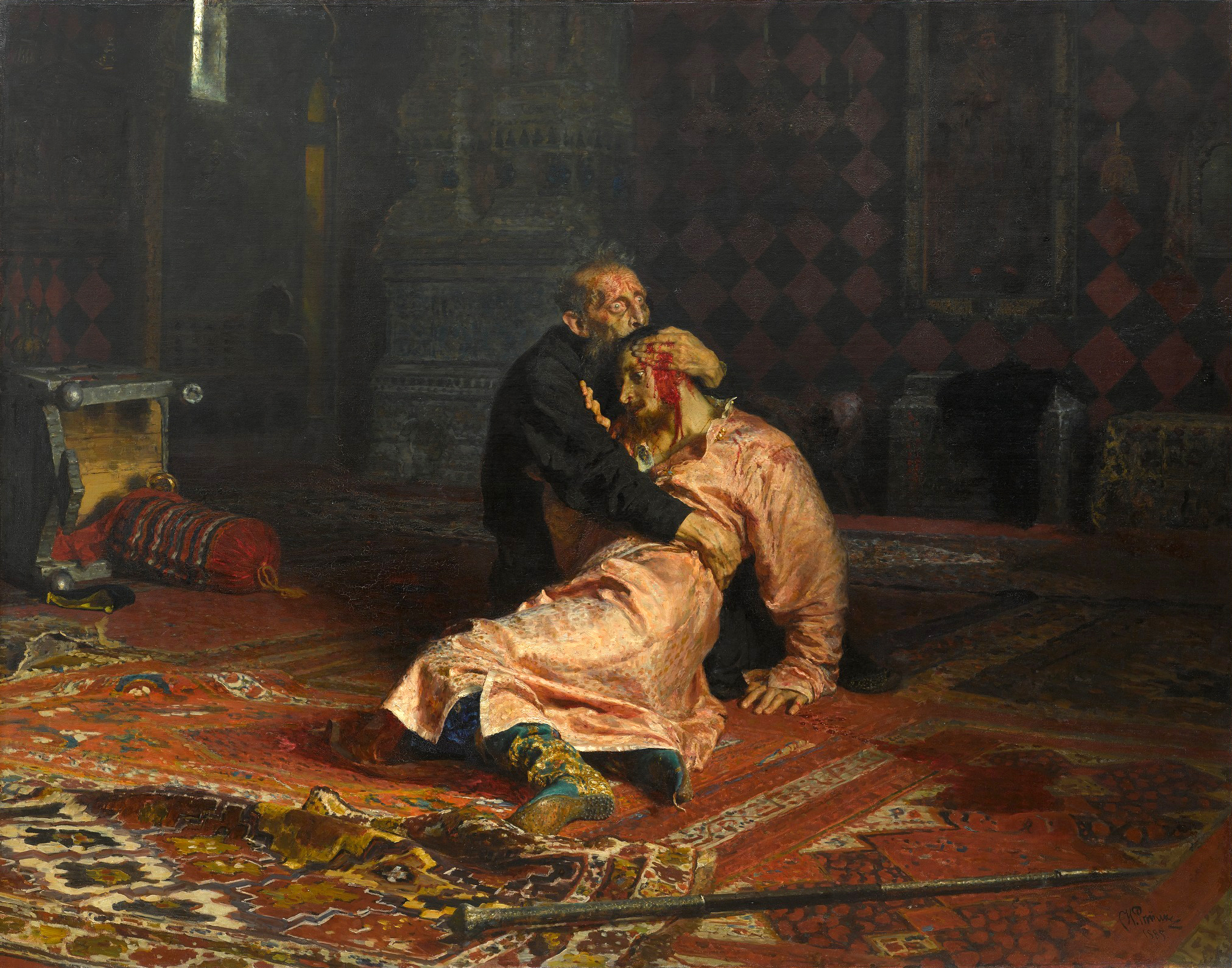
Iwan ermordet seinen Sohn, Gemälde von Ilja Jefimowitsch Repin, 1885

- 16. November: Zar Iwan IV. von Russland, genannt der Schreckliche, erschlägt in einem Wutanfall mit der Stahlspitze (oder dem Eisenknauf) seines Herrscherstabes seinen Sohn Iwan in der Aleksandrovskaja Sloboda.
- Jan Zamoyski wird Großhetman der Krone der polnisch-litauischen Adelsrepublik.
- Finnland, seit 1154 Teil des Königreichs Schweden, erhält den Status eines Großherzogtums.
- Schwedische Truppen unter Pontus De la Gardie erobern Narva im heutigen Estland und Ingermanland von Russland.

#### Weitere Ereignisse in Europa

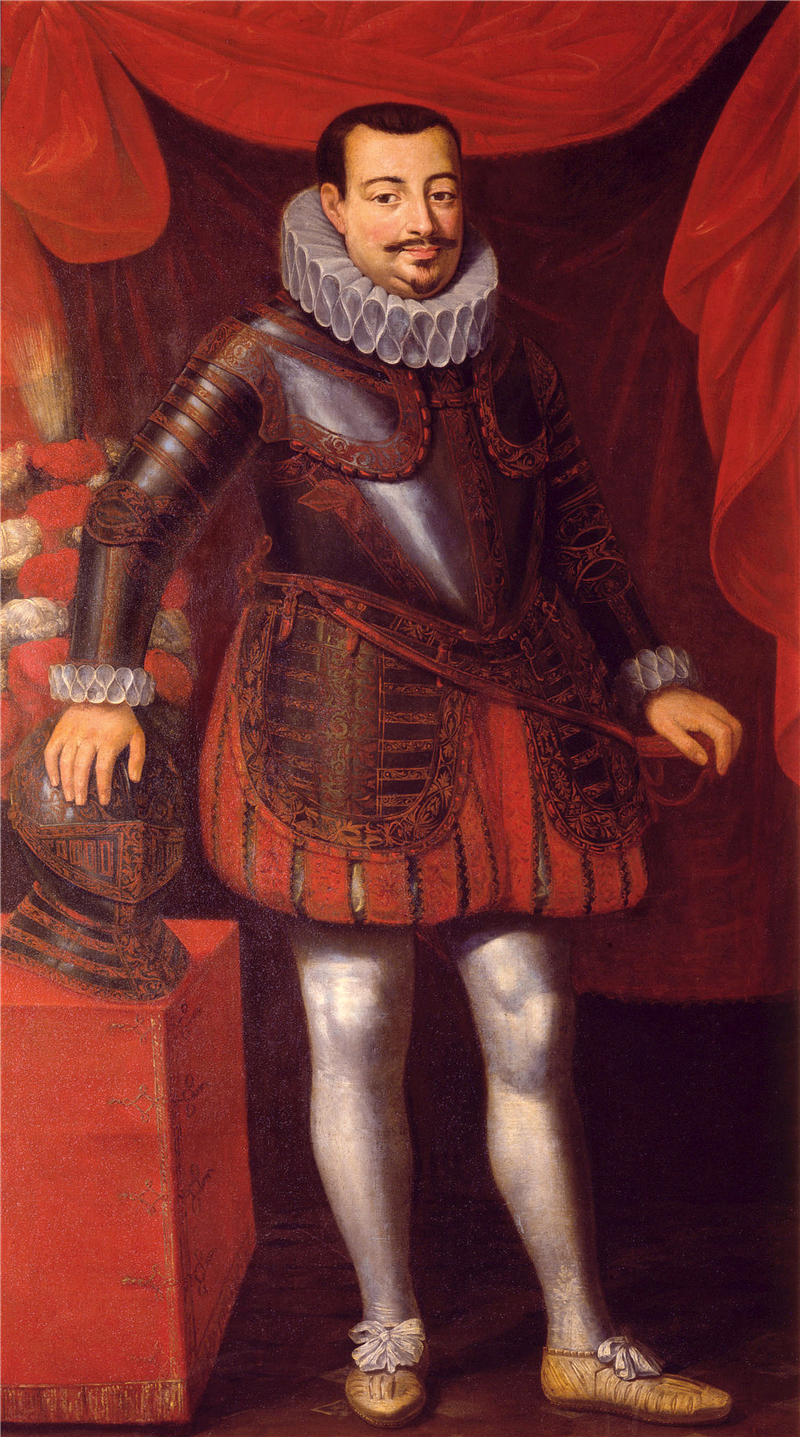
Charles II.

- 7. Oktober: Nach dem Tod von Honoré I. wird sein Sohn Charles II. Herr von Monaco. Anders als sein Vater ist Charles stürmisch und impulsiv und zerstört bald viele der von seinem Vater mit viel Diplomatie aufgebauten guten Beziehungen zu Genua, Savoyen und der Provence.

#### Asien
- Der japanische Kriegsherr Oda Nobunaga erobert die Provinz Iga und die Provinz Inaba.

#### Urkundliche Ersterwähnungen
- Geilensiepen wird erstmals urkundlich erwähnt.

### Wissenschaft und Technik

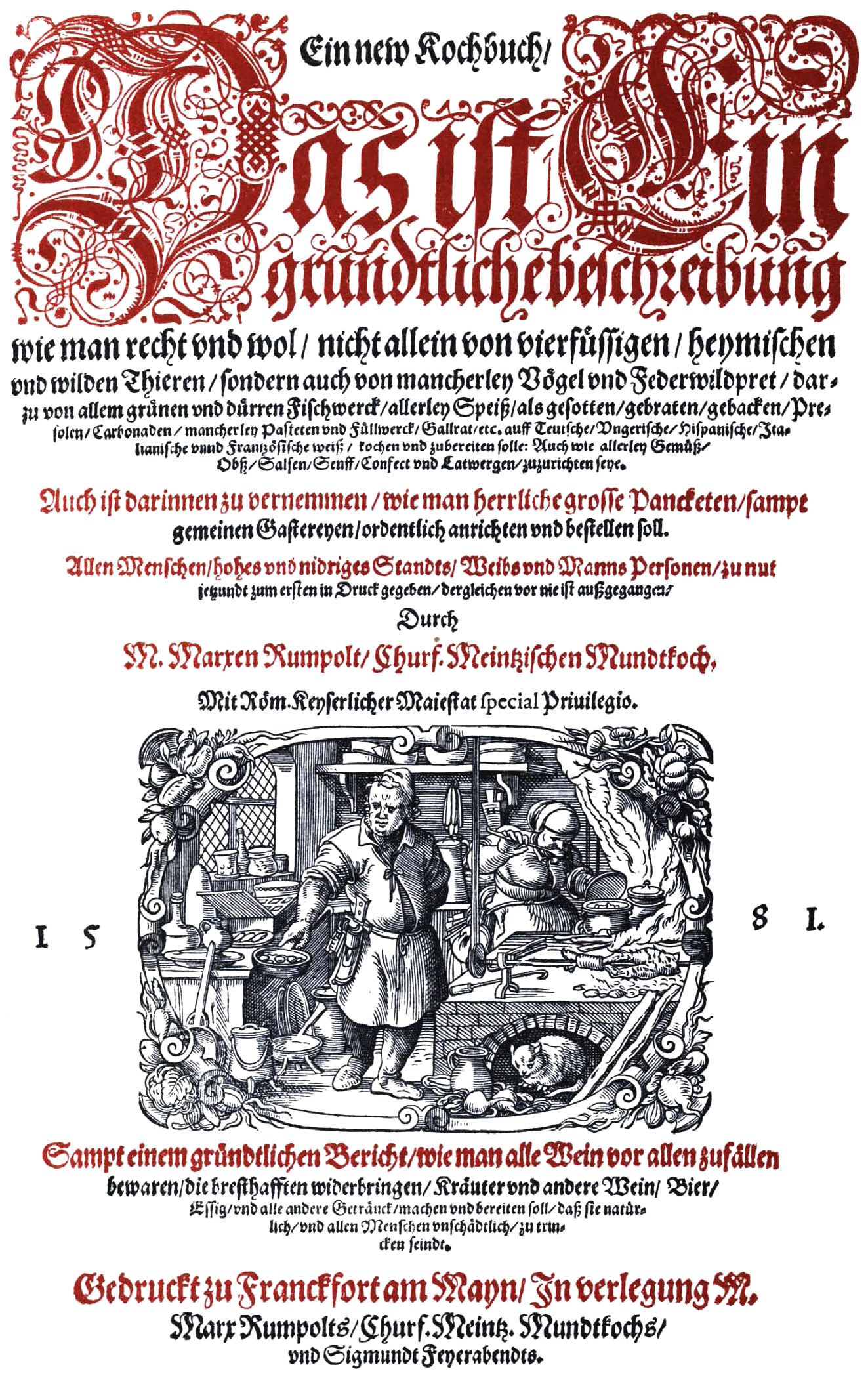
Ein new Kochbuch

- Ein new Kochbuch von Marx Rumpolt erscheint, das erste Lehrbuch für professionelle Köche in Ausbildung.
- Das Universitätsklinikum Würzburg wird gegründet.

### Kultur
- 15. Oktober: Im Pariser Louvre wird das Ballet comique de la reine, ein über fünfstündiges Ballet de cour zur Feier der Hochzeit von Anne de Joyeuse und Marguerite de Lorraine, einer Halbschwester von Königin Louise de Lorraine-Vaudémont, uraufgeführt.
- Das Schloss Schweckhausen, ein Wasserschloss der Herren von Spiegel zum Desenberg in Schweckhausen, wird fertiggestellt.
- Über einer mittelalterlichen Burg wird das Renaissanceschloss Schloss Albrechtsberg in Niederösterreich errichtet.
- Das Rote Schloss in Mihla wird fertiggestellt.

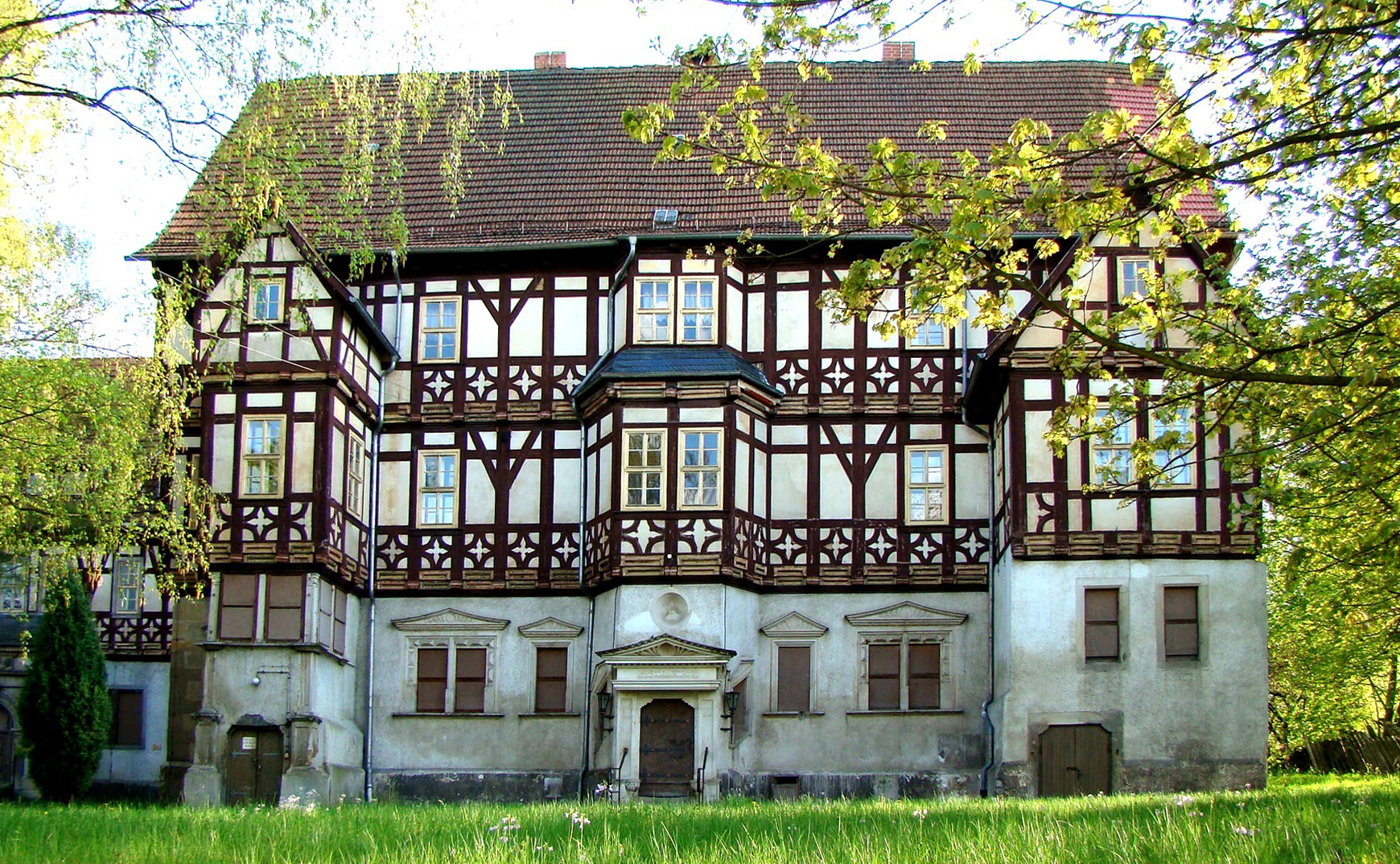
Rotes Schloss Frontansicht

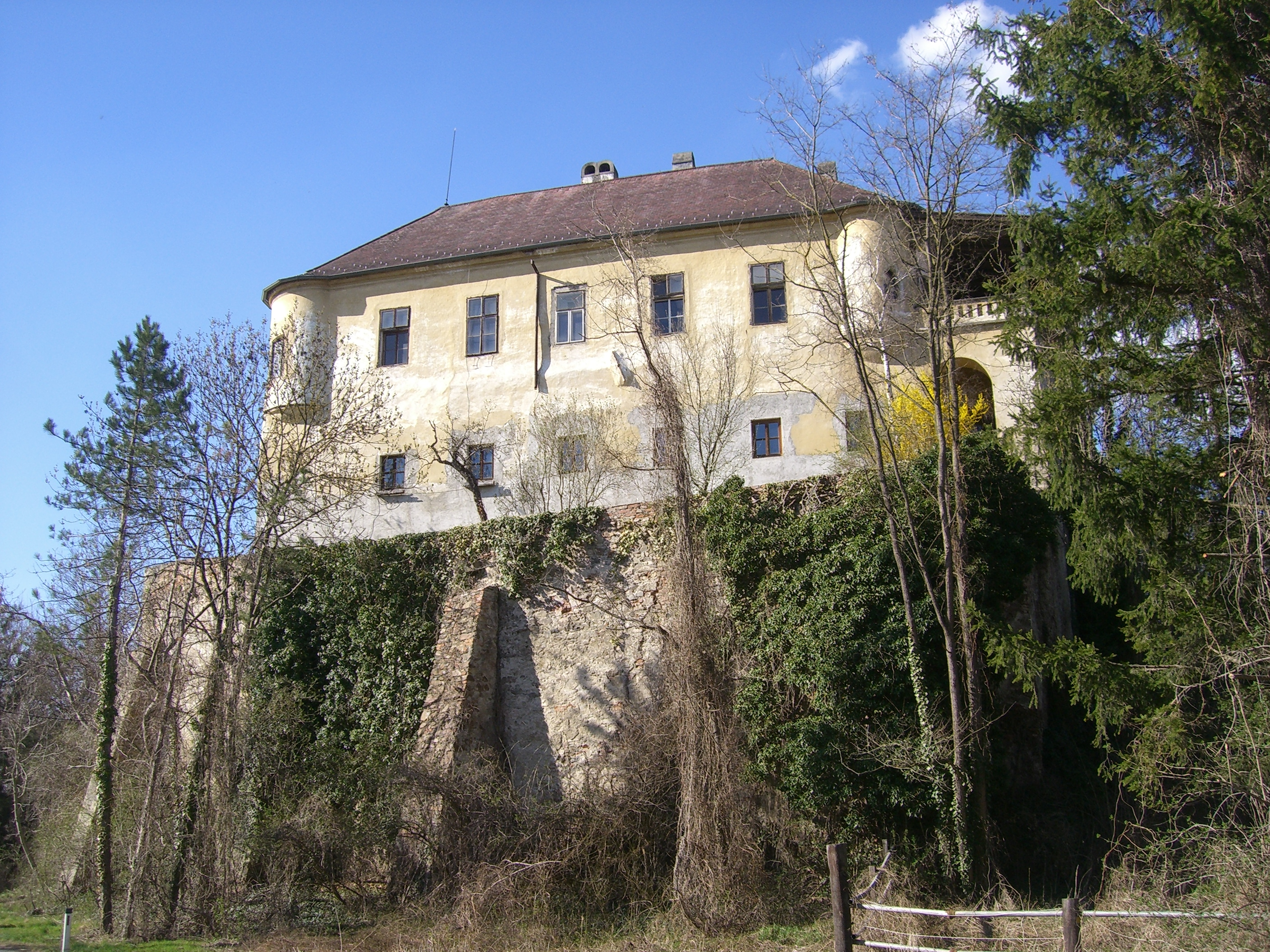
Schloss Albrechtsberg

### Religion
- 19. Februar: Claudio Acquaviva wird als Nachfolger des im Vorjahr verstorbenen Everard Mercurian von der Generalversammlung zum fünften Ordensgeneral der Jesuiten gewählt. Mit 38 Jahren ist er der bisher jüngste Ordensgeneral und der erste, der nicht aus Spanien stammt.
- 1. Dezember: Der katholische Priester und Mönch des Jesuitenordens Edmund Campion wird wegen seiner Missionstätigkeit in London unter Anwendung der für Hochverrat vorgesehenen verschärften Hinrichtungsmethoden exekutiert. Er wird rund 400 Jahre später als einer der Vierzig Märtyrer von England und Wales heiliggesprochen.
- Die Ostroger Bibel, die erste gedruckte vollständige Bibel in kirchenslawischer Sprache wird in Ostroh fertiggestellt.
- Der letzte Bischof von Meißen, Johann IX. von Haugwitz, verzichtet im Zuge der Reformation auf sein Amt.

## Historische Karten und Ansichten

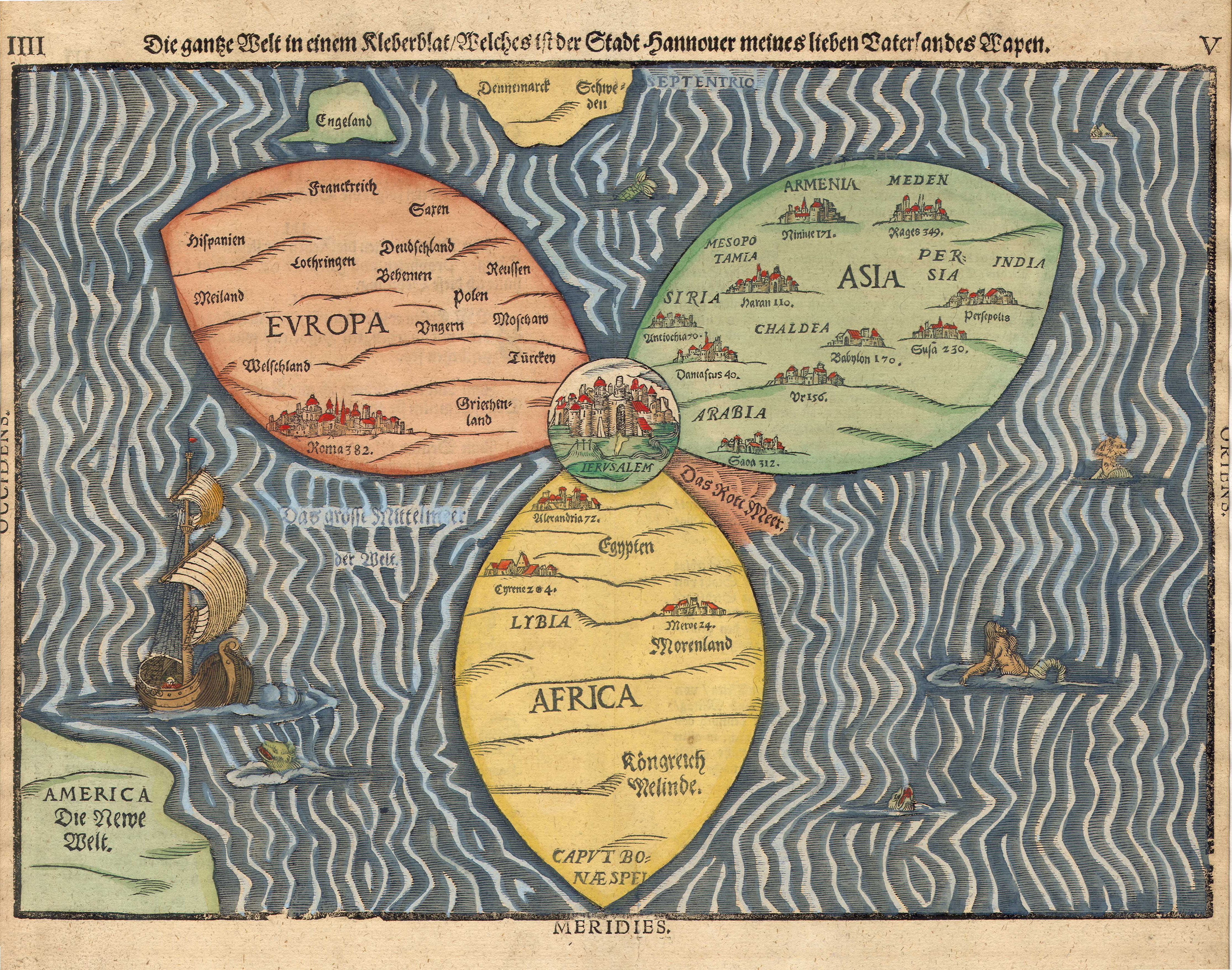
Die Welt als Kleeblatt, Heinrich Bünting 1581
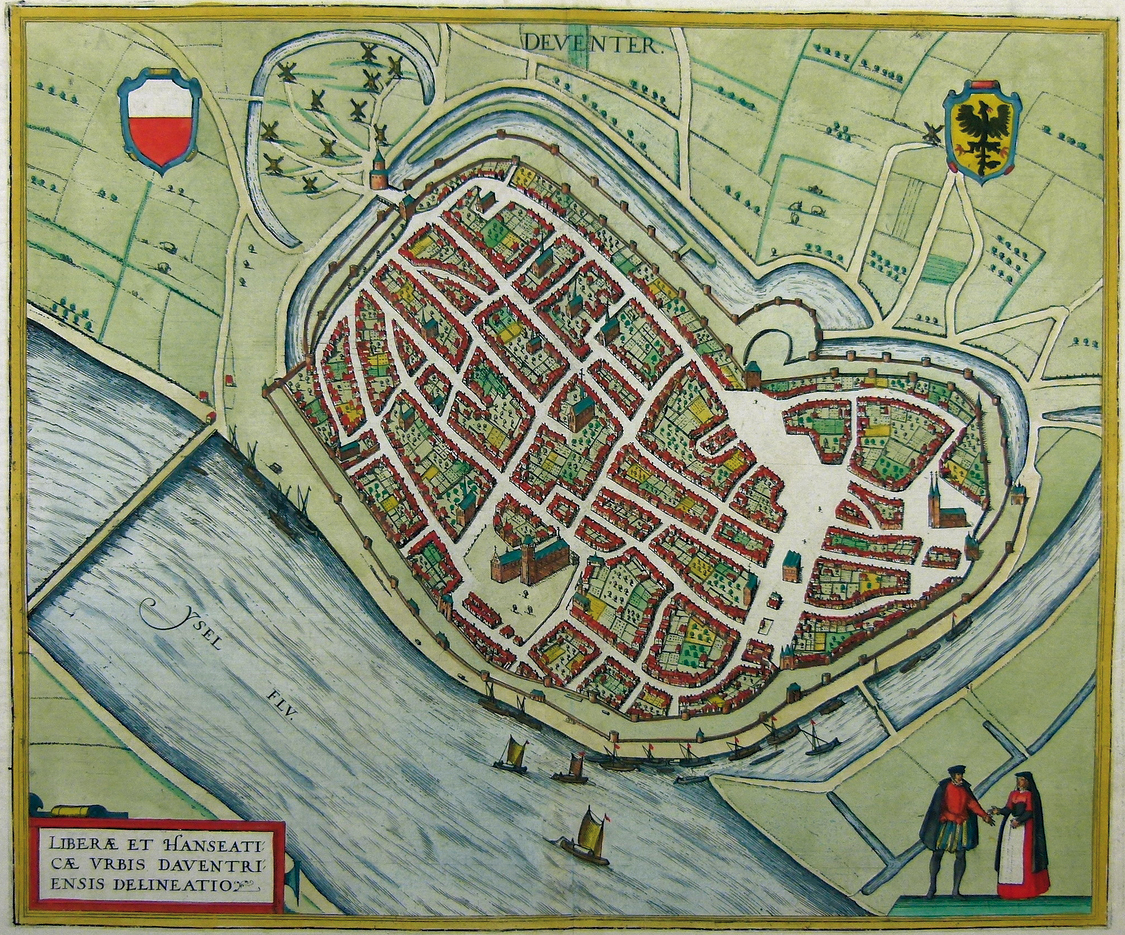
Deventer (Niederlande) 1581
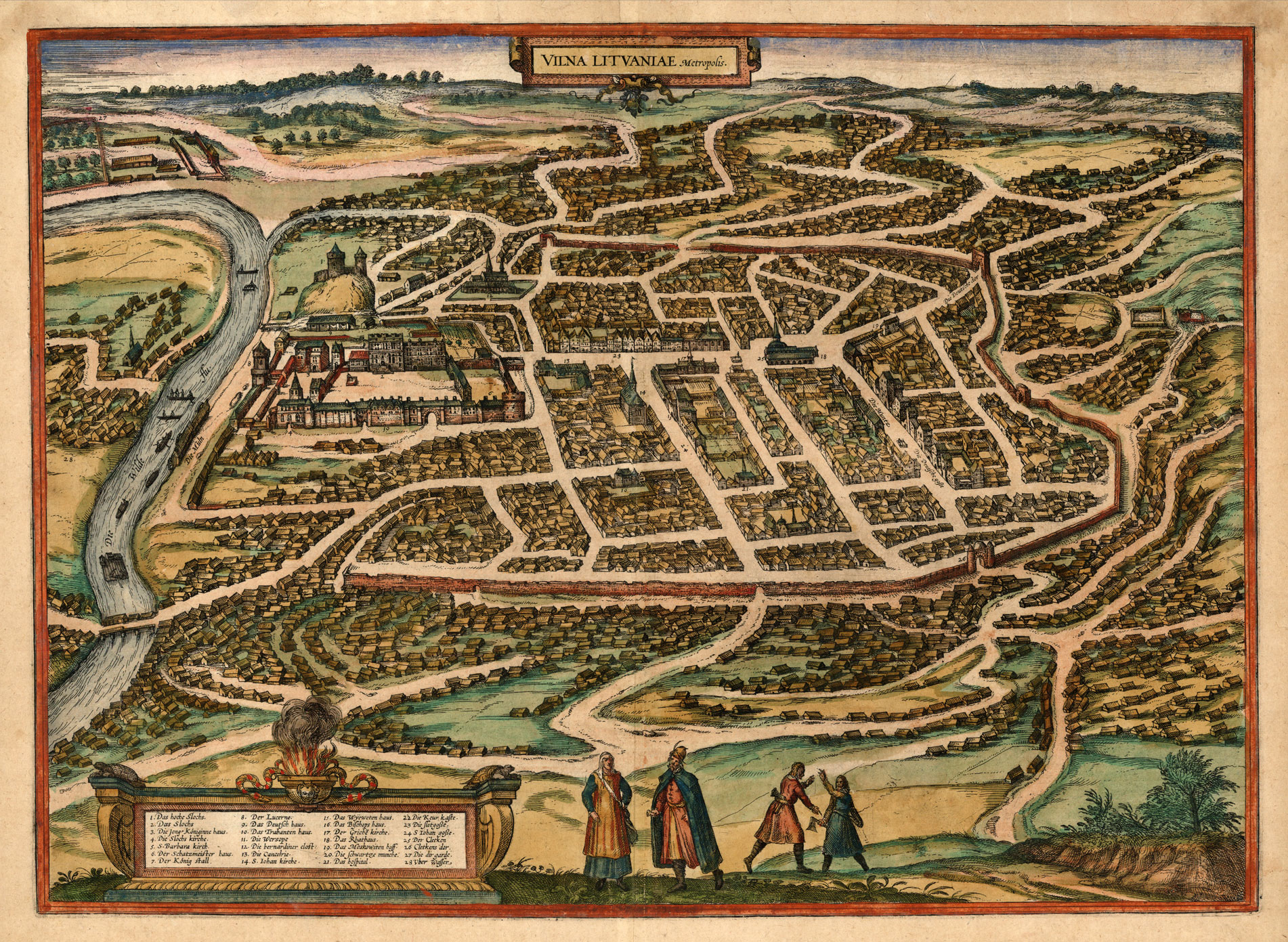
Vilnius 1581
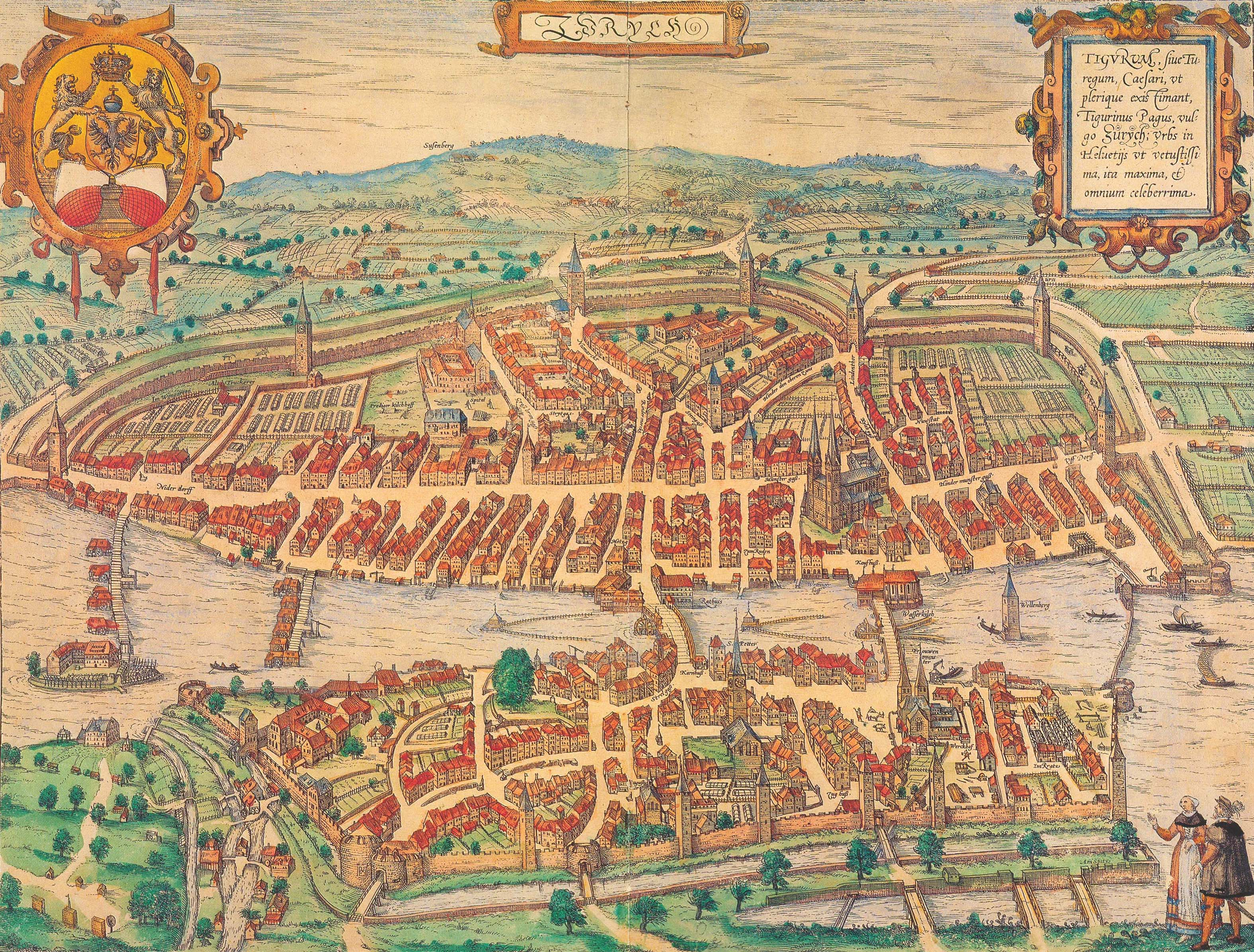
Zürich 1581

## Geboren

### Geburtsdatum gesichert

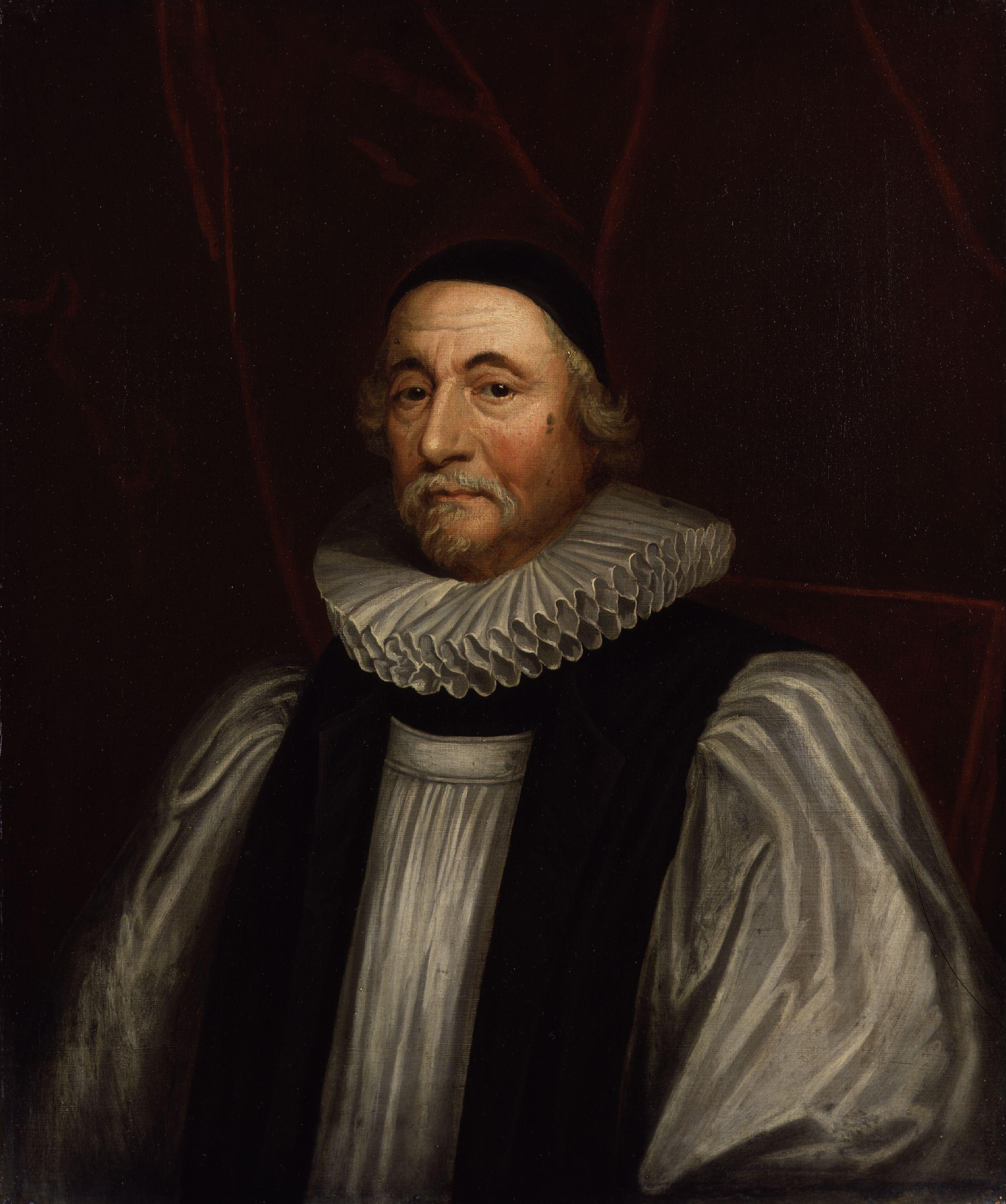
James Ussher,
um 1654

- 04. Januar: James Ussher, irischer anglikanischer Theologe und Verfasser einer Vielzahl theologischer und historischer Werke († 1656)
- 30. Januar: Christian, Markgraf von Brandenburg-Bayreuth († 1655)
- 16. März: Pieter Corneliszoon Hooft, niederländischer Dichter und Historiker († 1647)
- 22. März: Gregoria Maximiliane, Erzherzogin von Österreich († 1597)
- 24. April: Vinzenz von Paul, französischer Priester; gilt als Begründer der neuzeitlichen Caritas († 1660)
- 10. Mai: Wolfgang Kilian, deutscher Kupferstecher († 1663)
- 25. Mai: Camillo II. Gonzaga di Novellara, Graf von Novellara und Bagnolo († 1650)
- 13. Juni: Matthias Koch, Augsburger Kaufmann († 1633)
- 21. Juni: Sebastian Abesser, deutscher Theologe († 1638)
- 27. Juni: Ludwig Günther I., Graf von Schwarzburg-Rudolstadt († 1646)
- 000Juli: Jean-Baptiste d’Ornano, Marschall von Frankreich († 1626)
- 01. August: Johann Angelius Werdenhagen, deutscher Philosoph und Diplomat († 1652)
- 05. August: Hedwig von Dänemark und Norwegen, Kurfürstin von Sachsen († 1641)
- 24. August: Johannes Conradus, deutscher Jurist und Ratssekretär der Hansestadt Lübeck († 1648)
- 30. August: Tobias Adami, deutscher Philosoph und Mitglied der Fruchtbringenden Gesellschaft († 1643)
- 21. Oktober: Domenichino, italienischer Maler († 1641)
- 04. November: Christian Friis, dänischer Staatsmann († 1639)
- 09. November: Levin von der Schulenburg, Landrat im Fürstentum Anhalt († 1640)
- 09. Dezember: Emilia Secunda Antwerpiana von Oranien-Nassau, Pfalzgräfin von Zweibrücken-Landsberg († 1657)
- 10. Dezember: Magnus Ernst Dönhoff, Woiwode von Pernau und Starost von Dorpat († 1642)
- 12. Dezember: Stephan I. Thököly, ungarischer Baron und Großgrundbesitzer († 1651)
- 26. Dezember: Philipp III., Landgraf von Hessen-Butzbach, Gelehrter und Bekannter von Galilei und Kepler († 1643)

### Genaues Geburtsdatum unbekannt
- Muhammad Dipatuan Kudarat, siebenter Sultan von Maguindanao († 1671)
- Juan Bautista Maíno, spanischer Maler (getauft am 15. Oktober; † 1649)
- Bernardo Strozzi, genannt il Prete Genovese und il Cappuccino, italienischer Maler des Barock († 1644)

### Geboren um 1581
- Gesche Meiburg, auch Jeanne d'Arc von Braunschweig, Verteidigerin der Stadt Braunschweig 1615 († 1617)

## Gestorben

### Todesdatum gesichert
- 01. Januar: Giovanni Lucchese, italienischer Baumeister (* um 1510)
- 02. Februar: Johanna von Pfalz-Simmern, Äbtissin im Kloster Marienberg (* 1512)
- 10. Februar: Hans Steiger, Schultheiss von Bern (* 1518)
- 24. Februar: Fabrizio Dentice, italienischer Lautenist und Komponist (* um 1530)
- 02. März: Hilmar von Quernheim, westfälischer Adeliger (* um 1508)
- 15. März: Luís de Ataíde, portugiesischer Adliger und Militär (* um 1515)
- 17. März: Johannes Marbach, deutscher lutherischer Theologe, Reformator und Konfessionalist (* 1521)
- 19. März: Franz I., Herzog von Sachsen-Lauenburg (* 1510)
- 16. Mai: Alessandro Sforza, Bischof von Parma und Erzpriester der Basilika Santa Maria Maggiore (* 1534)
- 27. Mai: Christoph Báthory, Woiwode Siebenbürgens und Bruder des polnischen Königs (* 1530)
- 02. Juni: James Douglas, 4. Earl of Morton, schottischer Adeliger (* 1525)
- 04. Juni: Jakob III. von Eltz, Kurfürst und Erzbischof von Trier (* 1510)
- 06. Juni: Johann Otho, flämischer Gelehrter, Humanist, Pädagoge und Kartograf (* um 1520)
- 11. Juli: Peder Skram, dänischer Admiral und Seeheld (* zwischen 1491 und 1503)
- 12. Juli: Johannes Gigas, deutscher Humanist, evangelischer Theologe und Reformator (* 1514)
- 22. Juli: Richard Cox, englischer Geistlicher, Dekan von Westminster und Bischof von Ely (* um 1500)
- 23. Juli: Georg von Lalaing, Statthalter der Provinzen Friesland, Groningen, Drenthe und Overijssel (* 1536)
- 17. August: Sabina von Württemberg, Landgräfin von Hessen-Kassel (* 1549)
- 19. September: Frans Pourbus der Ältere, niederländischer Maler (* 1545)
- 29. September: Andreas Musculus, deutscher evangelischer Theologe und Reformator (* 1514)
- 30. September: Hubert Languet, französischer Diplomat, Jurist und reformierter Theologe (* 1518)

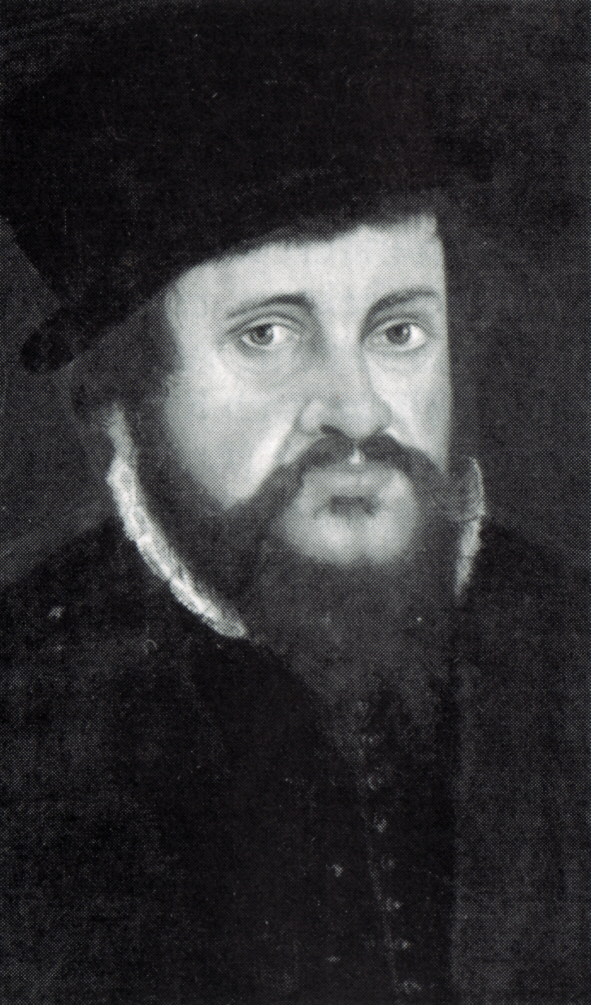
Petrus Vincentius,
1563

- 01. Oktober: Petrus Vincentius, deutscher Rhetoriker, Ethiker, Dialekt und Pädagoge (* 1519)
- 07. Oktober: Honoré I., Herr von Monaco (* 1522)
- 07. Oktober: William Keith, 3. Earl Marischal, Marschall von Schottland (* 1506)
- 09. Oktober: Luis Beltrán, spanischer Dominikaner, Heiliger der katholischen Kirche, Verteidiger der Indianerrechte (* 1526)
- 10. Oktober: Bayinnaung, König der Taungoo-Dynastie im heutigen Birma (* 1516)
- 17. November: Marcellus Coffermans, flämischer Maler (* 1524/25)
- 19. November: Iwan Iwanowitsch, Zarewitsch von Russland (* 1554)
- 30. November: Simon Bing, landgräflich-hessischer Verwaltungsbeamter und Politiker (* 1517)

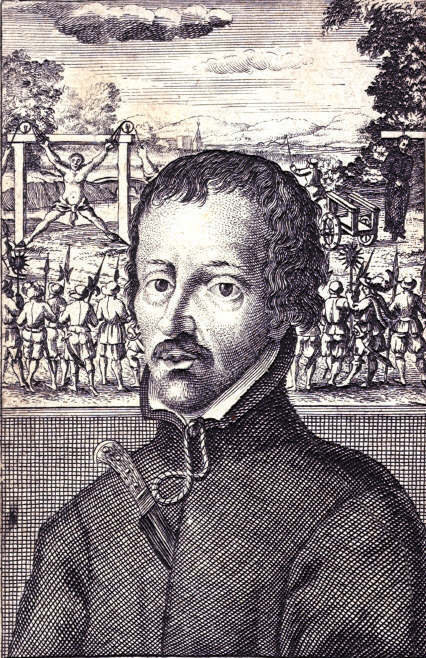
Edmund Campion

- 01. Dezember: Alexander Briant, englischer Jesuit, Märtyrer und Heiliger der katholischen Kirche (* um 1556)
- 01. Dezember: Edmund Campion, englischer Jesuit, Märtyrer und Heiliger der katholischen Kirche (* 1540)
- 11. Dezember: Maria von Österreich, Herzogin von Jülich, Kleve und Berg (* 1531)
- 12. Dezember: Jean de la Cassière, Großmeister des Malteserordens (* 1503)

### Genaues Todesdatum unbekannt
- Giulio da Milano, italienischer Augustinermönch, katholischer Theologe, evangelischer Pfarrer und Reformator in Vicosoprano, Poschiavo und Tirano (* 1504)
- Philipp IV. von Angelach-Angelach, deutscher Reichsritter
- Nicolas Des Gallars (* um 1520), französisch-schweizerischer evangelischer Geistlicher und Hochschullehrer
- Ram Das, Guru der Sikhs (* 1534)
- Nicholas Sanders, englischer katholischer Theologe (* 1530)
- Agatha Streicher, Ärztin in Ulm (* 1520)
- Mikołaj Sęp Szarzyński, polnischer Dichter (* um 1550)